# برمجية رياضية

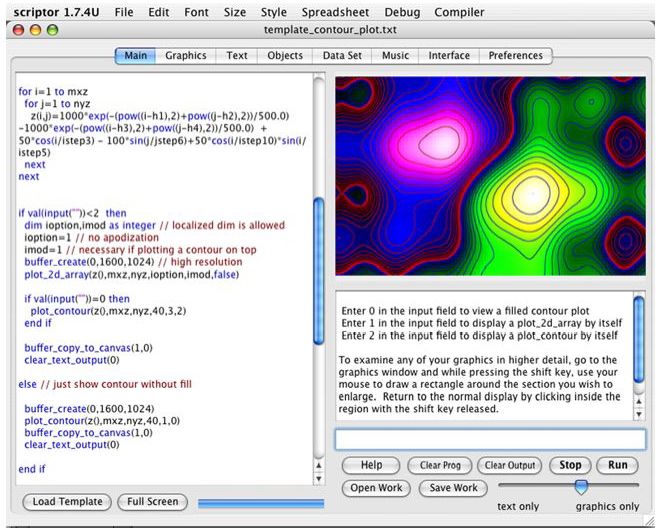
برنامج رياضي بياني MathScriptor

البرنامج الرياضي هو برنامج يستخدم لنمذجة أو تحليل أو حساب البيانات الرقمية أو الرمزية أو الهندسية. إنه نوع من برامج التطبيقات المستخدمة لحل المسائل الرياضية أو الدراسة الرياضية.
قد يكون أهم استخدام للبرامج الرياضية (على سبيل المثال، لحساب الدالة الابتدائية عن طريق حساب النقطة العائمة) في فئة البرامج الرياضية. غالبًا ما يتم بناؤها في أنظمة الأغراض العامة مثل البرامج الوسيطة. إذا جاز التعبير، فإن البرامج الرياضية ليست مجرد برنامج تطبيقي ولكنها أيضًا أساس لبرنامج علمي آخر. وهذا هو واحد من سمة من سمات البرامج الرياضية كما يعني. غالبًا ما يكون للعديد من البرامج الرياضية واجهة مستخدم جيدة للأغراض التعليمية. لكن الأجزاء الأساسية تعتمد مباشرة على الخوارزمية بواسطة المعرفة الرياضية. لذلك قد يكون من المنطقي أنه لا يعمل إذا لم يتم حلها بشكل جيد على البناء الرياضي على الأقل. (هناك قيود فعلية على الأجهزة). هذا هو الاختلاف المعتاد في البرامج الرياضية لبرنامج تطبيق آخر.